# Utivarachna chamaeleon
Utivarachna chamaeleon là một loài nhện trong họ Trachelidae.
Loài này thuộc chi Utivarachna. Utivarachna chamaeleon được Christa L. Deeleman-Reinhold miêu tả năm 2001.